# Katsuhiro Harada
Katsuhiro Harada (原田 勝弘, Harada Katsuhiro, Nascido em 10 de Junho de 1970) é um produtor de jogos Japonês, e o diretor da Namco Bandai Entertainment, mais conhecido como o produtor de série Tekken.

## Biografia
Harada, nasceu em Osaka, Japão, e cresceu dentro da região Prefeitura de Nara. mais tarde, Ele se mudou para Tóquio, no Japão. Durante sua infância, videogames eram vistos com grande desconfiança no Japão. Seus pais não lhe compraram  um console em casa, e como resultado, muitas vezes, ele iria furtivamente em centros de arcade, onde viria a se descoberto ocasionalmente e arrastado para fora. Ele trabalhou duro e acabou por garantir um lugar na Universidade de Waseda. Ele estudou judô, karatê e um pouco de taekwondo no passado. Ele frequentou a Universidade de Waseda, junto com o criador de  Dead or Alive, Tomonobu Itagaki. e tem uma licenciatura em psicologia. Durante seus estudos universitários, ele fez alguns cursos de Chinês, embora achando muito difícil. Depois de se formar na universidade, ele se juntou a Namco para se tornar um promotor. Seus pais foram, inicialmente, infeliz com sua busca de uma carreira com a indústria dos jogos de vídeo, mas, desde então, aceitou-lo em sua carreira.
Durante o seu primeiro ano de trabalho na Namco arcade, Harada, quebrou o recorde de vendas de dois meses em uma linha, e, posteriormente, recebeu um prêmio da comenda do presidente da Namco. Graças ao prêmio, Harada agora tinha uma plataforma para abordar o gerenciamento e solicitar que eles movemssem para o desenvolvimento de jogos. No final do primeiro ano na Namco, deu-lhe uma posição no primeiro Tekken título.
Ele dublou o Forest Law em Tekken 3 e Tekken Tag Tournament, Marshall Law , a partir de Tekken até Tekken 5: Dark Resurrection, Yoshimitsu de Tekken até Tekken Tag Tournament e Kunimitsu em Tekken. Conhecido por seu senso de humor, como a amizade cômico e rivalidade com o diretor de Street Fighter, Yoshinori Ono, e as piadas em torno do personagem Leo em Tekken 6, por causa de seu gênero ambíguo. Harada também é um membro do Projeto Soul (a equipe por trás Namco da franquia Soul). Ele faz uma aparição em Soulcalibur V como um Personagem Bônus em um desafio de Batalha Rápida. Ele usa a Criação de Personagem exclusivo Devil Jin da franquia Tekken, o Estilo de Luta de Karate Mishima. Sua BGM é chamada de "Antares", que também é usada em Tekken 5 no cenário Cathedral. No jogo, ele usa a sua roupa especial, o Gi Heihachi Mishima Tiger. Harada é bastante ativo  no Twitter e Facebook.

## Gameografia
- Tekken (1994) — a voz do Yoshimitsu, Marshall Law, Kunimitsu, Produtor de Projeto
- Tekken 2 (1995) — a voz do Yoshimitsu, Marshall Law, Produtor de Projeto
- Tekken 3 (1997) — a voz do Yoshimitsu, Forest Law, Diretor de Projeto
- Tekken Tag Tournament (1999) — a voz do Yoshimitsu, Forest Law, Criador de Projeto, Diretor e o Supervisor
- Tekken Advance (2001) — a voz do Yoshimitsu, Forest Law, Diretor e Supervisor
- Tekken 4 (2001) — voz de Marshall Law, Diretor de Jogabilidade
- Tekken 5 (2004) — a voz de Marshall Law, Projeto do Produtor e Diretor de Jogo
- Interior Reinado (2005) — Colaborador e Agradecimentos Especiais
- Soulcalibur III (2005) — Colaborador e Agradecimentos Especiais
- Tekken 5: Dark Resurrection (2005) — voz de Marshall Law, Diretor de Jogo: Equipe Arcade Original, Diretor, Supervisor
- Soul Calibur Legends — Contribuinte e Agradecimentos Especiais
- Tekken 6 (2007) — Produtor Executivo
- Tekken 6: Bloodline Rebellion (2008) — Produtor Executivo
- Soulcalibur IV (2008) — Co-Diretor.[7]
- Ace Combat: Assault Horizon (2011) — Conceito De Jogo Supervisor
- Tekken Tag Tournament 2 (2011) — Produtor Executivo
- Street Fighter X Tekken (2012) — Colaborador e Co-Diretor
- Tekken 3D: Prime Edition (2012) — Produtor Executivo
- Ridge Racer Unbounded (2012) — Agradecimentos Especiais
- PlayStation All-Stars Battle Royale (2012) — Orientador
- Tekken Revolution (2013) — Produtor Executivo
- Digimon Story: Cyber Sleuth (2015) — Orientador[8]
- Tekken 7 (2015) — Produtor Executivo
- Pokkén Torneio (2015) — Produtor
- Perdeu Reavers (2015) — Produtor Executivo
- Tekken 7: Fadado Retribuição (2016) — Produtor Executivo
- Summer Lesson (2016) — Produtor Executivo
- Shadow Labyrinth (2025) — Produtor Executivo